# Republiek Wallis
De Republiek Wallis (Frans: République Valais) was een napoleontische republiek in het Zwitserse kanton Wallis welke bestond van 3 april tot 3 september 1802. De republiek ontstond toen de revolutionairen in het kanton Wallis in opstand kwamen tegen het bestuur van de Helvetische Republiek. De republiek Wallis ging op in de Rhodaanse Republiek en deze nieuwe republiek was een vazalstaat van het Eerste Franse Keizerrijk.
Op 31 december 1813 werd de republiek Wallis na de opheffing van het departement Simplon weer opgericht. De republiek bleef tot 4 augustus 1815 bestaan. Na deze datum ging het gebied op in het huidige kanton Wallis.